# Travis Ganong
Travis Ganong (n. 14 iulie 1988, Truckee⁠(d), Nevada County⁠(d), California, SUA) este un schior american ce participă la Cupa Mondială de Schi Alpin. A concurat pentru Statele Unite la Jocurile Olimpice de iarnă din 2014 de la Soci, Rusia unde a ocupat locul 5 în proba de coborâre. Prima lui victorie în Cupa Mondială a avut loc la 28 decembrie 2014, în proba de coborâre la Santa Caterina, Italia.

## Rezultate Cupa Mondială

### Clasări pe sezoane
| Sezon | Vârsta | General | Slalom | Slalom uriaș | Super-G | Coborâre | Combinata |
| ----- | ------ | ------- | ------ | ------------ | ------- | -------- | --------- |
| 2010  | 21     | 149     | —      | —            | 53      | —        | —         |
| 2011  | 22     | 115     | —      | —            | 45      | 44       | —         |
| 2012  | 23     | 88      | —      | —            | 60      | 30       | —         |
| 2013  | 24     | 57      | —      | —            | 45      | 18       | —         |
| 2014  | 25     | 23      | —      | —            | 19      | 9        | —         |
| 2015  | 26     | 29      | —      | —            | 27      | 11       | —         |

### Clasări pe podium
- 1 victorie – (1 Coborâre)
- 3 podiumuri – (3 Coborâre)

| Sezon | Dată        | Oraș                   | Disciplină | Loc |
| ----- | ----------- | ---------------------- | ---------- | --- |
| 2014  | 1 mar 2014  | Kvitfjell, Norvegia    | Coborâre   | 3   |
| 2015  | 28 dec 2012 | Santa Caterina, Italia | Coborâre   | 1   |
| 2016  | 28 nov 2015 | Lake Louise, Canada    | Coborâre   | 3   |

## Rezultate Campionate Mondiale
| An   | Vârsta | Slalom | Slalom Uriaș | Super-G | Coborâre | Combinata |
| ---- | ------ | ------ | ------------ | ------- | -------- | --------- |
| 2011 | 22     | -      | —            | 18      | 24       | —         |
| 2013 | 24     | -      | -            | —       | DNF      | —         |
| 2015 | 26     | -      | -            | DNF     | 2        | —         |

## Rezultate Jocuri Olimpice
| An   | Vârsta | Slalom | Slalom Uriaș | Super-G | Coborâre | Combinata |
| ---- | ------ | ------ | ------------ | ------- | -------- | --------- |
| 2014 | 25     | —      | —            | 23      | 5        | —         |

## Legături externe
- en Travis Ganong la Olympedia.org